# Flagellum (genitalia)
Flagellum (l. mn. flagella) − u niektórych bezkręgowców jest to biczykowaty wierzchołek męskich narządów kopulacyjnych.
U chrząszczy flagellum to sztywny, rurkowaty, wtórnie zesklerotyzowany przewód wytryskowy wpuklony do wnętrza endofallusa.